# Willow Creek (Californië)
Willow Creek is een plaats (census-designated place) in de Amerikaanse staat Californië, en valt bestuurlijk gezien onder Humboldt County.

## Demografie
Bij de volkstelling in 2000 werd het aantal inwoners vastgesteld op 1743.

## Geografie
Volgens het United States Census Bureau beslaat de plaats een oppervlakte van
529,7 km², waarvan 529,3 km² land en 0,4 km² water. Willow Creek ligt op ongeveer 186 m boven zeeniveau.

## Plaatsen in de nabije omgeving
De onderstaande figuur toont nabijgelegen plaatsen in een straal van 40 km rond Willow Creek.